# Libreria Veliero
La libreria "Veliero" è un oggetto di design progettato nel 1938 da Franco Albini realizzato in un unico esemplare espressamente per la sua casa e successivamente prodotto da Cassina a partire dal 2011. La sua tensostruttura rimanda a un'imbarcazione a vela ed è costituita da due aste in legno di frassino fra le quali, attraverso dei tiranti in acciaio, sono sospesi i ripiani in vetro.

## Concept
Dotata di forte carica sperimentale, questa libreria in tensostruttura, capace di coniugare semplicità e riduzione ai minimi termini degli elementi costitutivi, pone grande attenzione alle caratteristiche tecniche dei materiali e alla realizzazione di un “equilibrio instabile”. Richiama nella forma e nella struttura gli stralli di un’imbarcazione a vela. Ne risulta un rigore diafano ed aereo, tale che i libri sembrano fluttuare nello spazio. Albini arriva a coniugare la razionalità con la fantasia, dando vita ad un mondo poetico e funzionale al tempo stesso.

## Storia
Franco Albini (Robbiate, 17 ottobre 1905 – Milano, 1º novembre 1977) fu un noto architetto e designer italiano. Alcuni degli oggetti da lui progettati, tra cui alcune famose maniglie, sono ancora in produzione e sono venduti in tutto il mondo: fra questi vi è la poltrona Fiorenza, disegnata nel 1952 per Arflex utilizzando materiali allora innovativi per il settore del mobile. Fra le sue più importanti opere di design non possiamo non ricordare la celebre Libreria Veliero, arredo manifesto della sua carriera e simbolo di sperimentazione e di sfida alle leggi fisiche, che nasconde in filigrana una filosofia dell'immagine e una scienza dell'energia e del dinamismo.. Albini disegnò tale libreria nel 1938 e la fece realizzare in unico esemplare per la sua casa milanese nel 1940. Fu Cassina anni dopo ad occuparsi di portare agli occhi del pubblico questo straordinario oggetto di design che inserì nella propria collezione I Maestri, la quale raccoglie una selezione delle opere più simboliche e significative dei protagonisti del Movimento Moderno, considerati punti di riferimento essenziali e imprescindibili del design contemporaneo.

## Descrizione
Veliero di Cassina (riedizione 2011) è una libreria da terra, la cui base è costituita da un basamento in trafilato di acciaio con scocca in legno di frassino. Dalla base si sviluppa una struttura costituita da due montanti in legno di frassino con puntali in ottone e tiranti in tondino di acciaio inox da 4 mm. Gli elementi di aggancio dei tiranti sono in ferro brunito con tiranti centrali in ottone satinato. I ripiani sono realizzati in vetro stratificato di sicurezza 3+3 mm e i loro sostegni in legno di frassino con estremità in ottone satinato.

| altezza totale | 2660 mm |
| lunghezza base | 2055 mm |
| larghezza      | 555 mm  |